# Oboïan
Oboïan (en russe : Обоянь) est une ville de l'oblast de Koursk, en Russie, et le centre administratif du raïon d'Oboïan. Sa population s'élève à 13 410 habitants en 2016.

## Géographie
Oboïan est située sur la rive droite de la rivière Psel, à son point de confluence avec la rivière Oboïanka. Elle se trouve à 56 km au sud de Koursk et à 514 km au sud-sud-ouest de Moscou.

## Histoire
Oboïan a été fondée en 1639 comme une forteresse sur les frontières méridionales de l'État russe. Elle a reçu le statut de ville en 1779. Pendant la Seconde Guerre mondiale, Oboïan fut occupée par l'Allemagne nazie le 16 novembre 1941. Elle fut libérée par le front de Voronej de l'Armée rouge le 18 février 1943. Depuis 1950, Oboïan est traversée par la route Moscou – Simferopol.

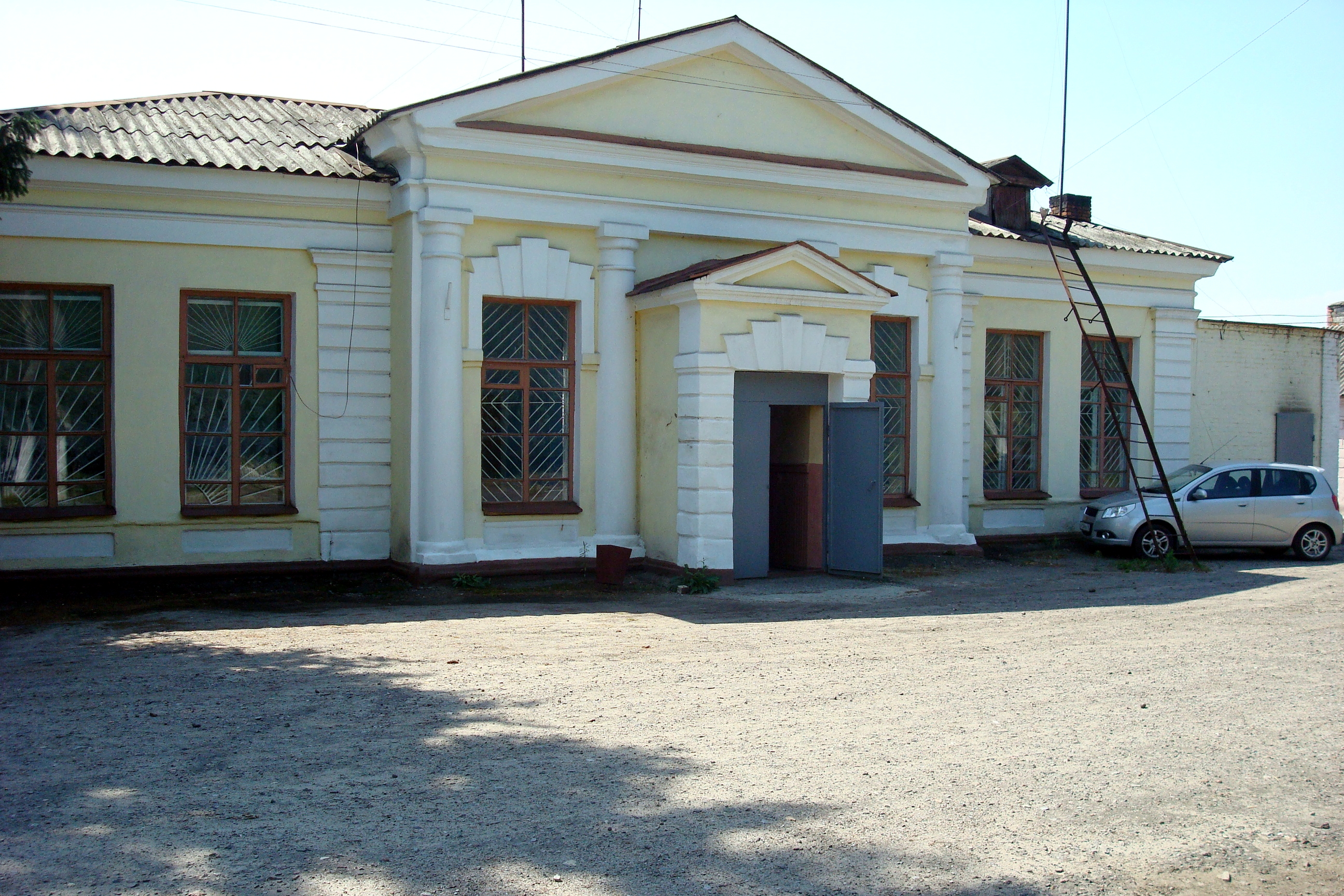
Sa gare ferroviaire.

## Population
Recensements (*) ou estimations de la population
| 1856  | 1897*  | 1926*  | 1939* | 1959*  |
| ----- | ------ | ------ | ----- | ------ |
| 5 400 | 11 832 | 12 194 | 7 850 | 11 894 |

| 1970*  | 1979*  | 1989*  | 2002*  | 2010*  |
| ------ | ------ | ------ | ------ | ------ |
| 13 409 | 14 359 | 15 360 | 14 618 | 13 565 |

| 2012   | 2013   | 2014   | 2015   | 2016   |
| ------ | ------ | ------ | ------ | ------ |
| 13 573 | 13 641 | 13 465 | 13 422 | 13 410 |

## Économie
Les entreprises d'Oboïan fabriquent des panneaux de particules – ancienne usine Izoplit (Изоплит), fondée en 1947 – et des produits alimentaires (conserves, fromage, viande).